# Parque Quase-Nacional Minami-Sanriku Kinkazan
O Parque Quase-Nacional Minami-Sanriku Kinkazan é um parque quase-nacional localizado na prefeitura japonesa de Miyagi. Estabelecido em 30 de março de 1979, tem uma área de 13 902 hectares.